# Ozsgyáni Mihály
Ozsgyáni Mihály (Cegléd, 1980. március 11. –) magyar színész.

## Életpályája
Általános- és középiskolai tanulmányait Cegléded végezte. 2003-ban fejezte be a Pesti Magyar Színiakadémiát, ahol osztályfőnöke Őze Áron és Szélyes Imre voltak. Ezután a Soproni Petőfi Színház tagja lett 2007-ig.
2007-től 2011-ig szabadfoglalkozású, ezalatt játszott többek között a Nemzeti Színházban, a Thália Színházban és a Szegedi Nemzeti Színházban, a komáromi Jókai Színházban, a budapesti Gózon Gyula Kamaraszínházban, a Pinceszínházban és a kaposvári Csíky Gergely Színházban. 2011–2014 között a Gárdonyi Géza Színház tagja volt. 2014-től ismét szabadfoglalkozású, a Rózsavölgyi Szalonban és a dunaújvárosi Bartók Kamaraszínházban játszik. 
2014-től szabadúszó. 2018-ban jelent meg első regénye, melynek címe: A fátylam kicsit oldalra billent.2021-2022 között a salgótarjáni Zenthe Ferenc Színház társulatának tagja.
2025-től az induló Bástya Színház művészeti vezetője.

## Fontosabb színházi szerepei
- Zalán Tibor: El kell mondanom (Ulpius Tamás) – 2020/2021
- Craig Warner: Idegenek a vonaton (Frank Myers, Frank Myers, Frank Myers) – 2019/2020
- Hubay Miklós: Elnémulás (Patrick) – 2019/2020
- Richard Schenkman – Jerome Bixby: Az őslakó (John Oldman, történelemprofesszor) – 2018/2019
- Jean-Marie Chevret: Amazonok (Guillaume) – 2015/2016
- Szakonyi Károly: Örvény (Salvador) – 2014/2015
- Grecsó Krisztián: Mellettem elférsz (Benedek) – 2014/2015
- Alexander Breffort – Márguerite Monnot: Irma, te édes! (Adószedő, Ügyész, Jojo, bandatag) – 2013/2014
- Vörösmarty Mihály: Csongor és Tünde (Csongor) – 2013/2014
- Leonard Gershe: A pillangók szabadok (Don Baker) – 2013/2014
- Presser Gábor – Sztevanovity Dusán – Horváth Péter: A padlás (Rádiós) – 2013/2014
- Zágon István – Nóti Károly – Eisemann Mihály: Hippolyt, a lakáj (Nagy András) – 2013/2014
- Adamis Anna – Presser Gábor – Pós Sándor – Déry Tibor: Képzelt riport egy amerikai popfesztiválról (René) – 2013/2014
- Bernard Shaw: Szent Johanna (Ladvenu, domonkos rendi szerzetes) – 2012/2013
- Oscar Hammerstein – Richard Rodgers – Russel Crouse – Howard Lindsay: A muzsika hangja (Rolf Gruber) – 2012/2013
- L. Frank Baum: Óz, a nagy varázsló (Danny, Bádogember) – 2012/2013
- Zerkovitz Béla – Szilágyi László: Csókos asszony (Dorozsmay Pista) – 2012/2013
- Molnár Ferenc: Játék a kastélyban (Ádám) – 2011/2012
- Háy Gyula: Mohács (Ferdinánd, osztrák herceg, V. Károly testvére) – 2011/2012
- Siegfried Geyer – Robert Katscher: Gyertyafény keringő (Báró) – 2011/2012
- Szakonyi Károly: Adáshiba (Dönci) – 2009/2010
- William Blinn: Hajnali mellúszás (Samson, fiatal producer) – 2009/2010
- Giulio Scarnacci – Renzo Tarabusi: Kaviár és lencse (Nicola Vietoris, Helena fia ) – 2008/2009
- Kálmán Imre – Leo Stein: Csárdáskirálynő (Edvin herceg ) – 2007/2008
- Somerset Maugham: Szerelmi körutazás (Arnold Champion-Cheney) – 2006/2007
- Ray Cooney: Páratlan páros (Bobby Franklynn) – 2006/2007
- Kemény Gábor – Galambos Attila – Thuróczy Katalin: Casting (Mex) – 2005/2006
- Jean Anouilh: Becket vagy Isten becsülete (Első francia báró) – 2004/2005
- Brandon Thomas: Charley nénje (Jack Topplebee, oxfordi diák) – 2004/2005
- Jacques Offenbach: Orfeusz az alvilágban (Mars) – 2004/2005
- Tennessee Williams: A vágy villamosa (Pénzbeszedő fiatalember) – 2003/2004
- William Shakespeare: Vízkereszt, vagy amit akartok (Valentin, úr a herceg kíséretében) – 2002/2003

## Filmes és televíziós szerepei
- Tűzvonalban (2008) ...Solymosi
- Jóban Rosszban (2008–2009 / 2021) ...Harmathy Róbert / Sziráki Iván
- Fapad (2015) ...Utas
- Anyám és más futóbolondok a családból (2015) ...Béla
- Drága örökösök – A visszatérés (2023–2024) ..Budapesti rendőr
- Hazatalálsz (2024) ...Háziorvos